# Thierry Turban
Thierry Turban est un ancien footballeur professionnel français né le 16 juillet 1965 à Liffré. Il évoluait au poste d'attaquant ou de milieu de terrain.
Il a disputé 72 matchs professionnels au cours de sa carrière et inscrit 5 buts.

## Carrière
Thierry Turban intègre l'effectif professionnel du Stade rennais FC au cours de la saison 1987-1988. En trois saisons avec les Rennais, il prend part à 32 rencontres dans le championnat de D2. 
En 1990, il rejoint le MUC 72 pour une saison, en prêt. Après avoir disputé 20 rencontres, il retourne à Rennes, où il jouera encore pendant deux saisons.
Il se retire du monde professionnel en 1993 en rejoignant l'US Saint-Malo comme joueur amateur.